# DeFKa
DeFKa (acroniem van Departement voor Filosofie en Kunst–Assen) is een in 1994 opgericht Nederlands kunstenaarsinitiatief. Het richt zich op de relatie actuele kunst, kunstfilosofie en cultuurfilosofie.

## Geschiedenis
De eerste activiteit in 1994 was een debat over de dominantie van musea en curatoren op het hedendaagse kunstdiscours en hoe kunstenaarsinitiatieven dit zouden kunnen beïnvloeden. 
Daarna volgden vanuit de locatie aan het Seinepad in Assen een serie markante projecten onder de titel Tussenvormen; samenwerkingsprojecten met tentoonstellingen op diverse locaties, gecombineerd met debatten over kunst en (theoretische) context in onder meer Theater De Kolk (Assen), het Drents Museum en het Stadhuis van Assen.
Als gevolg van een brand in de millenniumnacht verhuisde DeFKa naar het centrum van Assen, een oud herenhuis aan de Vaart NZ 2 en werden de contacten met het naburige Theater De Kolk geïntensiveerd. Naast het pand werd een mini-openluchttheater gebouwd, waar jaarlijks het performancefestival STRAX plaatsvond. Ook werden er in die periode veel literaire activiteiten, de Literaire Matinees, georganiseerd.
In verband met sloop en nieuwbouw van Theater De Kolk moest DeFKa in 2009 opnieuw verhuizen, nu naar een leegstaand schoolgebouw aan de Venestraat 88 in Assen. Dit was een ruim pand met veel tentoonstellingsruimten en een aantal ateliers. Vanaf 2009 tot eind 2017, toen DeFKa wederom moest verhuizen, werkte DeFKa intensief samen met twee vanuit DeFKa opgerichte stichtingen:
- Architectuurpodium Assen - Cercle Meudon, dit richt zich op vormgeving van de bebouwde omgeving,
- SMAHK - Stedelijk Museum Assen voor Hedendaagse Kunst, richt zich op tentoonstellingen van actuele kunst.

DeFKa bleef als initiator de basisfaciliteiten beheren. Tot eind 2017 opnieuw een verhuizing plaatsvond in verband met de sloop van het schoolgebouw uit de wederopbouwperiode, jaren 1960. Het was tevens de aanleiding om de andere twee stichtingen op te heffen en als DeFKa Research een nieuw hoofdstuk toe te voegen aan het tot dan toe gevolgde onderzoeksbeleid op het gebied van kunst, filosofie, wetenschap en artistic research. 
Van 2018 tot en met 2020 heeft DeFKa Research ruimtes betrokken boven een boekhandel aan de Gedempte Singel in Assen. Toen deze boekhandel ging verhuizen vertrok DeFKa naar het Havengebied in Assen en verblijft daar nog steeds aan de Industrieweg. De ontwikkeling van het havengebied is een belangrijk onderwerp geweest van recent onderzoek waarbij de interesses van DeFKa in kunst, architectuur en openbaar cultuurbeleid samen komen. Daarnaast heeft DeFKa zich geconcentreerd op inventarisatie en archivering van haar eigen geschiedenis in breder, documentair, verband. Daarbij is uitdrukkelijk de openbaarheid betrokken middels de publicatie van zes SC magazines waarin archivering en topologische structurering leidraad waren.

## Theoretisch onderzoek
DeFKa concentreert zich specifiek op theoretisch onderzoek, met speciale aandacht voor de PhD-trajecten in de kunst. Met projecten als De Kraai van Walter in 2008 (verwijzend naar Walter Benjamin, Das Kunstwerk im Zeitalter seiner technischen Reproduzierbarkeit), Zien der Ogen in 2010 (kunstenaars en theoretici over waarneming) en Investigations I in 2011 en Investigations II in 2012 met een debat Nut en nadeel van het promoveren in de kunst in samenwerking met Het Lectoraat Kunst en Publieke Ruimte van de Gerrit Rietveld Academie, Amsterdam.
Ook organiseerde DeFKa (van 2004 t/m 2017) jaarlijks de Sandberglezing, vernoemd naar Willem Sandberg, die in Assen, de vestigingsstad van DeFKa, is opgegroeid. Deze lezingen over hedendaagse kunst in historisch perspectief werden gegeven door prominente kunstenaars en wetenschappers.
In de periode 2021-2023 is samengewerkt met de TechHub Hanzehogeschool in relatie tot de transitie van het Havengebied van Assen en de ontwikkeling van de Universiteit van het Noorden. In dat verband zijn er diverse lezingen georganiseerd en coördineerde DeFKa de presentaties van studenten van de Jade Hogeschool uit Oldenburg.
In december 2024 brengt DeFKa Research haar collectiecatalogus uit met een overzicht van activiteiten, kunstwerken en publicaties.
De artistieke leiding (2024) is in handen van Gert Wijlage en Adrie Krijgsman.

## Publicaties
(selectie) 
- De voorlaatste DeFKa-locatie (2020-2023)2002 - DeFKa 98-02
- 2002 - Kunst & Partners

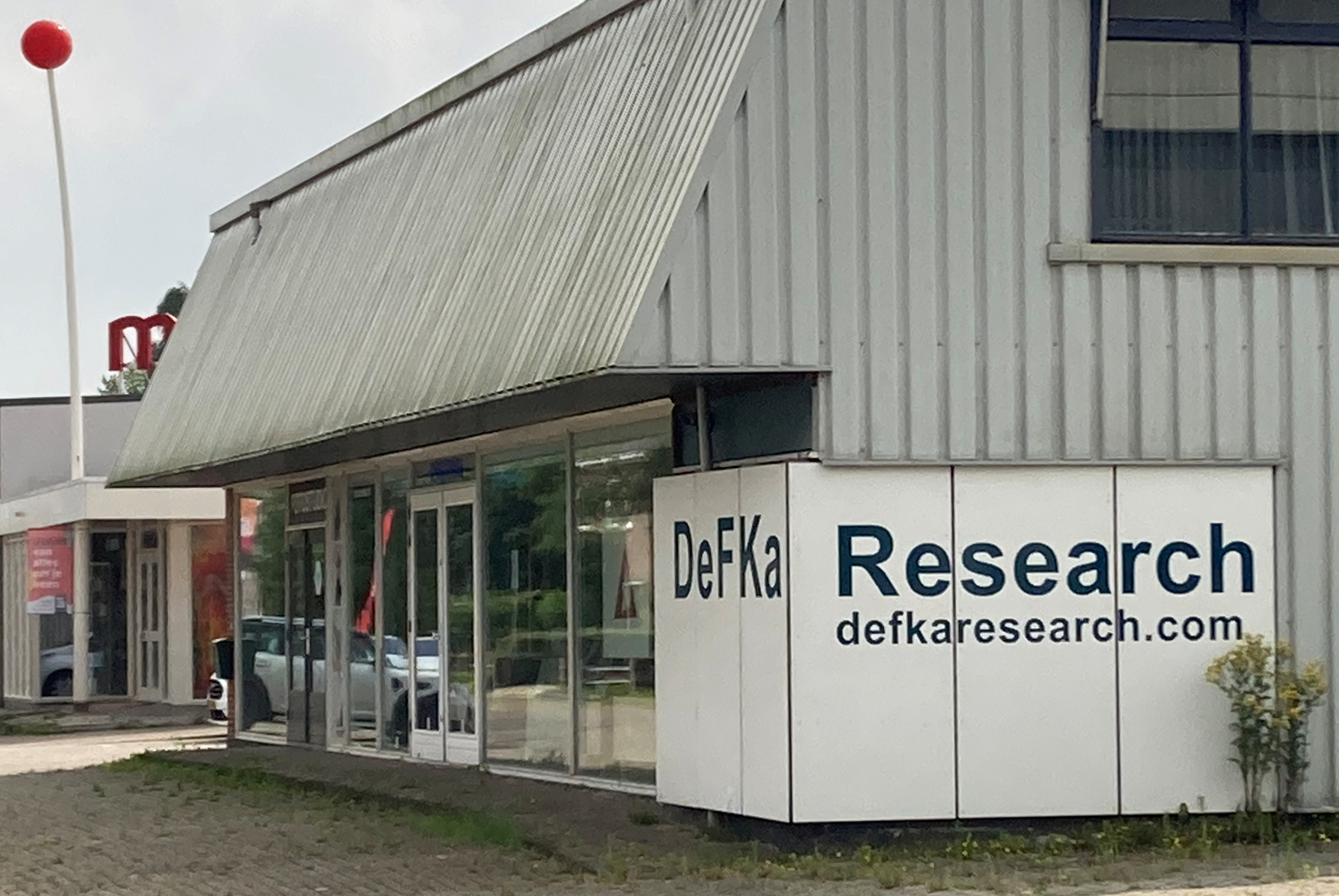
De voorlaatste DeFKa-locatie (2020-2023)

- 2004 - Kunst, niets gaat voorgoed verloren - 10 jaar DeFKa, Gert Wijlage
- 2007 - Tussentijds, Adrie Krijgsman
- 2008 - De Kraai van Walter (Kunstenaars en filosofen over Kunst - niet Kunst)
- 2009 - Against Pragmatics
- 2010 - Zien der Ogen (Kunstenaars en theoretici over Waarneming)
- 2013 - In de Openbaarheid
- 2014 - DeFKA 20 + Investigations IV
- 2016 - Investigations 5
- 2019 - Universalisme als praktijk
- 2022 - DeFKaHaven
- 2023 - DeFKa op maat 30 +
- 2020-2024 Een serie magazines SC01 t/m SC07 over topoi en archivering in de beeldende kunst